# St Mawes Castle
St Mawes Castle är ett slott i Storbritannien.   Det ligger i grevskapet Cornwall och riksdelen England, i den södra delen av landet, 400 km väster om huvudstaden London. St Mawes Castle ligger 5 meter över havet.
Terrängen runt St Mawes Castle är platt. Havet är nära St Mawes Castle åt sydost.  Närmaste större samhälle är Falmouth, 3,4 km väster om St Mawes Castle. 